# Delphyre meridensis
Delphyre meridensis là một loài bướm đêm thuộc phân họ Arctiinae, họ Erebidae.